# Wiaczesław Koczemasow
Wiaczesław Iwanowicz Koczemasow (ros. Вячеслав Иванович Кочемасов, ur. 18 września 1918 we wsi Gagino w guberni niżnonowogrodzkiej, zm. 1998 w Moskwie) – radziecki polityk, działacz partyjny i dyplomata.

## Życiorys
Do 1941 ukończył 5 kursów Gorkowskiego Instytutu Inżynierów Transportu Wodnego, 1941-1942 był sekretarzem komitetu Komsomołu tego instytutu, od stycznia 1942 do kwietnia 1943 I sekretarz Swierdłowskiego Komitetu Rejonowego Komsomołu w Gorkim (obecnie Niżny Nowogród), od 1942 członek WKP(b). Od kwietnia 1943 do czerwca 1946 II sekretarz, a od czerwca 1946 do stycznia 1948 I sekretarz Gorkowskiego Komitetu Obwodowego Komsomołu, 1948-1949 zastępca przewodniczącego, a 1949-1954 przewodniczący Antyfaszystowskiego Komitetu Młodzieży Sowieckiej. Od 11 kwietnia 1949 do listopada 1955 sekretarz KC Komsomołu, 1955-1958 radca Ambasady ZSRR w NRD, 1958-1960 radca-pełnomocnik tej Ambasady, 1960-1961 zastępca kierownika wydziału Ministerstwa Spraw Zagranicznych ZSRR, 1961-1962 zastępca przewodniczącego, a 1962 I zastępca przewodniczącego Państwowego Komitetu Rady Ministrów ZSRR ds. Kontaktów Kulturalnych z Zagranicą. Od 16 lipca 1962 do 13 czerwca 1983 zastępca przewodniczącego Rady Ministrów RFSRR, od 8 kwietnia 1966 do 15 czerwca 1983 zastępca członka KC KPZR, 1966-1983 przewodniczący Prezydium Centralnej Rady Wszechrosyjskiego Towarzystwa Ochrony Pomników Historii i Kultury. Od 12 czerwca 1983 do 1 czerwca 1990 ambasador nadzwyczajny i pełnomocny ZSRR w NRD, od 15 czerwca 1983 do 2 lipca 1990 członek KC KPZR, od czerwca 1990 na emeryturze. Odznaczony Orderem Lenina i Orderem Czerwonego Sztandaru Pracy.